# Rosi Sexton
Rosi Sexton (Manchester, 16 de julho de 1977) é uma lutadora de MMA inglesa.
É considerada uma das melhores lutadoras do mundo peso por peso da atualidade.